# Anton Mayrhauser
Anton Mayrhauser (* 10. Juli 1909 in Linz; † 16. Juli 1992 in Bregenz) war ein österreichischer Politiker (SPÖ). Mayrhauser war von 1954 bis 1969 vom Vorarlberger Landtag entsandtes Mitglied des österreichischen Bundesrats.

## Leben und Wirken
Anton Mayrhauser wurde am 10. Juli 1909 in der oberösterreichischen Landeshauptstadt Linz geboren. Nach dem Besuch von Volks- und Bürgerschule erlernte Mayrhauser an der Berufsschule und im Rahmen seiner Berufsausbildung den Beruf des Gas-, Wasser- und Heizungsmonteurs.
Politisch betätigte sich Anton Mayrhauser zunächst als Mitglied der Bregenzer Stadtvertretung für die Sozialdemokratische Partei. In weiterer Folge wurde er Bezirksparteivorsitzender der SPÖ im Bezirk Bregenz und Mitglied der Landesleitung der Gewerkschaft der öffentlich Bediensteten in Vorarlberg.
Vom 29. Oktober 1954 bis zum 29. Oktober 1969 fungierte Anton Mayrhauser als vom Vorarlberger Landtag entsandtes Mitglied des Bundesrats in Wien.